# Egbert Jednooký
Egbert Jednooky (německy: Ekbert der Einäugige) († 4. dubna 994) byl druhým synem Wichmanna Staršího a mladším bratrem Wichmanna Mladšího. Pocházel tedy ze starší linie rodiny Billungů. Jeho přezdívka vychází ze skutečnosti, že v bitvě přišel o oko. Bylo to zranění, ze kterého vinil Otu I. a které částečně vysvětluje jeho účast v mnoha povstáních. Byl hrabětem z Hastfalagau.
V povstání v letech 953–954 stál na straně Liudolfa Švábského. On a jeho bratr v roce 955 podnítili Obodrity k válce, Ota v té době vedl válku s Maďary. Při německém tažení, které následovalo, unikli soudu. V roce 978 byl postaven před soud jako spolupracovník bavorského vévody Jindřicha II., ve válce tří Jindřichů a vyhoštěn. Egbert pomáhal Jindřichovi při únosu Oty III. a uvěznil Otovu sestru Adélu na jeho hradě v Ala. Přes to všechno si Egbert ke konci svého života udržel v království velmi vysoké postavení.